# Germencik
Germencik là một huyện thuộc tỉnh Aydın, Thổ Nhĩ Kỳ. Huyện có diện tích 407 km² và dân số thời điểm năm 2007 là 43803 người, mật độ 108 người/km².